# Maria Dauerer
Maria Dauerer, född van Schoting 6 november 1624 i Göteborg, död 24 mars 1688 i Stockholm var en svensk apotekare. Hon skötte apoteket Markattan 1664–1682 och räknas som Sveriges första kvinnliga apotekare. Då apotekare under denna tid tillverkade sina egna mediciner, kan Maria Dauerer också definieras som Sveriges första kvinnliga kemist.

## Biografi
Maria von Schoting var dotter till rådmannen i Göteborg Timon van Schoting (1603–1674) och Clara du Rées (1603 i Amsterdam–1642) 
Hon gifte sig den 3 mars 1646 med apotekaren Georg Christian Daurer (1618–1664), som samma år förvärvade apoteket Markattan av Marias morfar Jakob Jakobsson de Rees (1575–1648) genom köp av dennes privilegiebrev. Georg Christian Daurer (skrivs ibland även Dauer eller Dauerer) flyttade 1641 från Hamburg till Stockholm och bosatte sig där.
Markattan inrättades 1623 av den från Skottland härstammande Jakob Robertson av Struan och räknas till det  andra offentliga apoteket som etablerades i Stockholm. Apoteket tros ha varit beläget i husen i kvarteren Thisbe (t.h.) och Pyramus vid nuvarande Stora Nygatan 28 i Gamla stan, Stockholm. 
Efter Georg Christian Daurers (Dauerers) död 1664 drevs apoteket vidare av dennes änka, Maria Dauerer, som redan under makens sista levnadsåren ansvarat hon för apotekets drift, eftersom han på grund av sjukdom var sängliggande. Hon räknas därmed till Sveriges första kvinnliga apotekare. 1682 övertogs rörelsen av hennes svärson Jakob Leonard Allmacher (1652–1724), som 1680 kom från Tyskland. 
Paret Daurers äldsta son, Jakob Daurer var auskultant i Svea hovrätt 1674, kanslist och sekreterare över drottning Christinas underhållsländer, samt ägare av Daurerska huset–Daurerska malmgården. Maria Dauerer är farmors farmor till Carl Michael Bellman.